# Choo Choo TRAIN (EXILE單曲)
《Choo Choo TRAIN》為日本音樂團體EXILE（放浪兄弟）的第10張單曲。2003年11月6日於日本發行。

## 概要
- 此作是翻唱自EXILE的團長HIRO過去參加的ZOO的第4張單曲。此曲推出時也正正是該單曲推出的12周年。
- 單曲4週連續發行的第一彈、第3張專輯《EXILE ENTERTAINMENT》的先行單曲。
- 封面的圖案是由表演者MATSU製作的。
- 音樂錄影帶中有部份出現ZOO的舊成員們和現任愛貝克思集團社長松浦勝人等。
- 以此曲第一次在第54回NHK紅白歌唱大賽出場，同時與也是第一次演出的愛内里菜對抗。
- 發售以前在東京電視系《來翻唱吧！》和日本電視系《娛樂之神》演出過。那時以高半音來演唱。
- 表演者MAKIDAI與USA領軍的RATHER UNIQUE的單曲《ARather Train》參考本作。
- 歌曲開頭的台詞是「The sky is the limit and you know that you keep on just keep on pressin' on」。
- 一開始排成一列繞圈的舞蹈從正面看ZOO是順時針方向旋轉，EXILE則是逆時針方向旋轉。
- 第24張單曲《SUMMER TIME LOVE》內有翻唱版本。
- 於《EXILE CATCHY BEST》重新編曲後再次收錄。

## 發行版本
- CD
- 黑膠唱片

## 收錄歌曲

### CD
1. Choo Choo TRAIN TYPE-EX [4:42]
  - 作詞：Arisu Sato / 作曲：Keizo Nakanishi / 編曲：Takeshi Iwato

朝日電視系《内村Produce》片尾曲
2. Choo Choo TRAIN TYPE-OX [4:40]
  - 作詞：Arisu Sato / 作曲：Keizo Nakanishi / 編曲：Kei Kawano
3. Choo Choo TRAIN TYPE-EX (Instrumental)
4. Choo Choo TRAIN TYPE-OX (Instrumental)

### 黑膠唱片
1. Choo Choo TRAIN（MALAWI ROCKS Remix）
  - 作詞：Arisu Sato / 作曲：Keizo Nakanishi / 編曲： EMMA , TARO KAWAUCHI（MALAWI ROCKS）

這版本於「EXPV 3」的BONUS CD內收錄。
2. Choo Choo TRAIN（MALAWI ROCKS Remix Instrumental）
3. Choo Choo TRAIN (TYPE-EX)

## 備註
1. 1 2  . Oricon. 2003  [2013-01-12]. （原始内容存档于2013-03-03） （日语）.
2. ↑  . Musicman-NET. 2012-08-02  [2013-01-12]. （原始内容存档于2012-09-04） （日语）.
3. ↑  專輯所收錄的版本